# David di Donatello 1983

Hanna Schygulla durante la cerimonia con il premio speciale conquistato

La cerimonia di premiazione della 28ª edizione dei David di Donatello si svolse il 2 luglio 1983 al Circo Massimo di Roma. Venne condotta da Lello Bersani.

## Vincitori
Miglior film 
- La notte di San Lorenzo, regia di Paolo Taviani e Vittorio Taviani
- Colpire al cuore, regia di Gianni Amelio
- Il mondo nuovo, regia di Ettore Scola

 Miglior regista 
- Paolo Taviani e Vittorio Taviani - La notte di San Lorenzo
- Gianni Amelio - Colpire al cuore
- Ettore Scola - Il mondo nuovo

 Miglior regista esordiente 
- Francesco Laudadio - Grog
- Marco Risi - Vado a vivere da solo
- Cinzia TH Torrini - Giocare d'azzardo
- Roberto Benigni - Tu mi turbi

 Migliore sceneggiatura 
- Sergio Amidei e Ettore Scola - Il mondo nuovo
- Paolo e Vittorio Taviani - La notte di San Lorenzo
- Gianni Amelio e Vincenzo Cerami - Colpire al cuore

 Migliore produttore 
- Giuliani G. De Negri - La notte di San Lorenzo
- Renzo Rossellini - Il mondo nuovo
- Carlo Cucchi e Silvia D'Amico Bendicò - State buoni se potete

 Migliore attrice protagonista 
- Giuliana De Sio - Io, Chiara e lo Scuro
- Giuliana De Sio - Sciopèn
- Mariangela Melato - Il buon soldato
- Hanna Schygulla - Storia di Piera

 Migliore attore protagonista 
- Francesco Nuti - Io, Chiara e lo Scuro
- Johnny Dorelli - State buoni se potete
- Marcello Mastroianni - Il mondo nuovo

 Migliore attrice non protagonista 
- Virna Lisi - Sapore di mare (ex aequo)
- Lina Polito - Scusate il ritardo (ex aequo)
- Milena Vukotic - Amici miei - Atto IIº

 Migliore attrice esordiente 
- Federica Mastroianni - State buoni se potete
- Norma Martelli - La notte di San Lorenzo
- Tiziana Pini - In viaggio con papà

 Migliore attore non protagonista 
- Lello Arena - Scusate il ritardo
- Tino Schirinzi - Sciopèn
- Paolo Stoppa - Amici miei - Atto IIº

 Migliore attore esordiente 
- Fausto Rossi - Colpire al cuore
- Carlo De Matteis - Sciopèn
- Marcello Lotti - Io, Chiara e lo scuro

 Migliore direttore della fotografia 
- Franco Di Giacomo - La notte di San Lorenzo
- Armando Nannuzzi - Il mondo nuovo
- Carlo Di Palma - Identificazione di una donna

 Migliore musicista 
- Angelo Branduardi - State buoni se potete
- Nicola Piovani - La notte di San Lorenzo
- Armando Trovajoli - Il mondo nuovo

 Migliore scenografo 
- Dante Ferretti - Il mondo nuovo
- Marco Ferreri - Storia di Piera
- Gianni Sbarra - La notte di San Lorenzo

 Migliore costumista 
- Gabriella Pescucci - Il mondo nuovo
- Nicoletta Ercole - Storia di Piera
- Lucia Mirisola - State buoni se potete
- Lina Nerli Taviani - La notte di San Lorenzo

 Migliore montatore 
- Roberto Perpignani - La notte di San Lorenzo
- Raimondo Crociani - Il mondo nuovo
- Ruggero Mastroianni - Amici miei - Atto IIº

 Miglior regista straniero 
- Steven Spielberg - E.T. l'extra-terrestre (E.T. the Extra-Terrestrial)
- Blake Edwards - Victor Victoria
- Costa Gavras - Missing - Scomparso (Missing)

 Miglior sceneggiatura straniera 
- Blake Edwards - Victor Victoria
- John Briley - Gandhi
- Costa-Gavras e Donald E. Stewart - Missing - Scomparso (Missing)

 Miglior produttore straniero 
- Richard Attenborough - Gandhi (Gandhi)
- Kathleen Kennedy e Steven Spielberg - E.T. l'extra-terrestre (E.T. the Extra-Terrestrial)
- Guney Film e Cactus Film - Yol

 Migliore attrice straniera 
- Julie Andrews - Victor Victoria
- Sissy Spacek - Missing - Scomparso (Missing)
- Jessica Lange - Tootsie

 Miglior attore straniero 
- Paul Newman - Il verdetto (The Verdict)
- Jack Lemmon - Missing - Scomparso (Missing)
- Dustin Hoffman - Tootsie

 Miglior film straniero 
- Gandhi, regia di Richard Attenborough
- Yol, regia di Yilmaz Güney
- Victor Victoria, regia di Blake Edwards
- Missing - Scomparso (Missing), regia di Costa-Gavras

Premio Alitalia
- Paolo e Vittorio Taviani - La notte di San Lorenzo

 David Luchino Visconti 
- Orson Welles

David René Clair
- Manuel Gutiérrez Aragón

David Europeo
- Richard Attenborough

David speciale
- Marcello Mastroianni, alla carriera
- Hanna Schygulla, alla sua prestigiosa presenza nel cinema europeo